# Ivranäs (naturreservat)
Ivranäs är ett naturreservat i Boxholms kommun i Östergötlands län.
Området är naturskyddat sedan 1998 och är 27 hektar stort. Reservatet omfattar östliga branter ner mot Sommen söder om gården Ivranäs. Reservatet består av äldre barrskog med inslag av asp och björk.